# Швец, Иван Стефанович
Ива́н Стефа́нович Швец (26 марта 1917, Барсук, Курская губерния — 8 декабря 1944) — советский военный деятель, лейтенант Рабоче-крестьянской Красной Армии, участник Великой Отечественной войны, Герой Советского Союза (24 марта 1945 года, посмертно).

## Биография
Родился 26 марта 1917 года в селе Барсук (ныне — Новооскольского района Белгородской области). Окончил 4 класса, курсы трактористов. Работал в колхозе. В Красной Армии с 1939 года. Окончил военное пехотное училище в 1942 году.
В действующей армии с сентября 1942 года. Командир роты 222-го гвардейского стрелкового полка (72-я гвардейская стрелковая дивизия, 53-я армия, 2-й Украинский фронт) гвардии лейтенант Швец отличился при освобождении Венгрии. 26 ноября 1944 года у села Фай (южнее города Эгер, Венгрия) с небольшой группой бойцов организовал круговую оборону и в течение 16 часов отражал многочисленные контратаки противника.
8 декабря 1944 года в бою за населённый пункт Буяк погиб.

## Награды
- Герой Советского Союза (24 марта 1945 года, посмертно);
- орден Ленина (24 марта 1945 года, посмертно);
- два ордена Красной Звезды;
- медали.